# Brian Jones
Lewis Brian Hopkin Jones, beter bekend als Brian Jones (Cheltenham, 28 februari 1942 – Hartfield, 3 juli 1969) was een Engels gitarist. Jones stond vooral bekend als oprichter van de rockgroep The Rolling Stones. In 1969 werd hij dood in zijn zwembad gevonden.

## Biografie

### Jeugd
Jones' ouders, Lewis Blount Jones en Louisa Beatrice Jones, stamden uit Wales. Brian had twee zusters: Pamela, die geboren was op 3 oktober 1943 en op 14 oktober 1945 overleed aan leukemie, en Barbara, geboren op 22 augustus 1946.
Jones' ouders waren beiden zeer geïnteresseerd in muziek, en dat blijkt van invloed te zijn geweest op de jonge Jones. Zijn vader speelde graag piano en orgel tijdens zijn werk, en zijn moeder was pianolerares. Toen Jones 14 was speelde hij klarinet in het schoolorkest. Jones kon vele instrumenten bespelen en bleek zeer intelligent te zijn. Jones had een bovengemiddeld IQ van 135.

### 1960-1961
In het jaar 1960 deed Jones zijn eerste investering in muziek, hij kocht een Spaanse gitaar voor 3 pond. Simultaan ontdekte hij rhythm en blues, destijds was het zogenaamde "trad jazz" (bv: Kenny Ball) populair in Engeland. Jones speelde trad jazz met een aantal bands in kleine clubjes en cafés in het westen van het land. Tegelijkertijd had hij dagwerk. Met het weinige geld trok hij naar Scandinavië, al snel was hij terug in Engeland. Na zijn reis had hij enkele baantjes onder meer: chauffeur van kolenvrachtwagen in Cheltenham, bediende in een platenzaak. Het was gedurende deze periode dat hij een groeiende interesse had in de vroege Amerikaanse Blues, en rhythm en blues.

### Het begin van The Rolling Stones, 1962
Jones maakte een rit van 160 kilometer naar Londen waar hij terecht kwam bij Bricklayers’ Arms, een populaire pub in de 60's. Het is in diezelfde pub dat hij kennis maakte met toekomstige leden van zijn nieuwe band: Mick Jagger and Keith Richards. Zij hadden interesse in zijn plan om een Rhythm & Blues band te beginnen, met hen en Dick Taylor (later oprichter van The Pretty Things) richtte hij een bandje op: The Rollin' Stones, naar een liedje van Muddy Waters. Jones, Richards en Jagger leefden in een appartementencomplex in Chelsea, ze hadden amper geld om te eten. Daarnaast waren ze ook werkloos en trad jazz verloor zijn piek. Er was een hevige rivaliteit tussen de andere bands doordat trad jazz aan het vervagen was, de meeste bands waren ook ouder en wilden hun werk behouden in de clubs. In 1962 kwamen Charlie Watts en Bill Wyman erbij, en werd de groepsnaam veranderd in The Rolling Stones.
Taylor stapte uit de band om zich op zijn studie te richten. Jones was destijds de onbetwiste leider, maar dat veranderde toen Andrew Oldham manager van Rolling Stones werd. Hij maakte van Jagger en Richards songschrijvers en leiders. Gitarist Jones was niet langer de leider.
Inmiddels stond de band alweer bekend als The Rolling Stones, en ze begonnen hits te scoren. Op de eerste hits was Jones achtergrondzanger en gitarist. In 1965 braken de Rolling Stones definitief door en scoorden ze veel hits. Jones schreef ook veel mee, ook al kwamen de nummers op de naam van Richards en Jagger te staan. Oorspronkelijk hield Jones veel van jazz, maar daar kwam verandering in toen hij Mick Jagger en Keith Richards leerde kennen

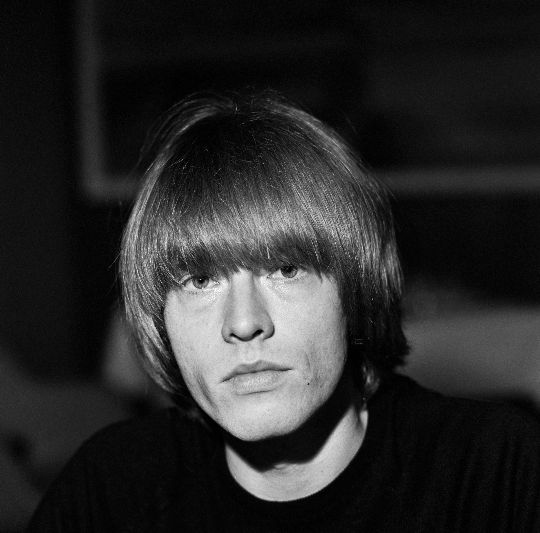
Brian Jones gedurende zijn bezoek in Finland, 1965

De Rolling Stones werden al snel bekend als een van de grootste bands van de wereld, en Jones genoot van alle roem. Hij scoorde in de jaren 60 met de Stones hits als Paint it, black en (I can't get no) Satisfaction.
Jones bespeelde ook andere instrumenten, naast gitaar. Volgens Watts, de drummer van de Stones, kon hij werkelijk ontzettend veel, zoals citer, harmonica, piano. Zo speelt hij sitar op Paint it, black, en piano op Let's spend the night together. Bij The Beatles bespeelt Jones saxofoon op You know my name (look up the number).

### 1966,Mord und Totschlag
In 1966 maakte Jones de muziek voor de film Mord und Totschlag (ook wel A Degree of Murder geheten). Dit was het dichtste bij een soloalbum dat Jones ooit kwam. Het album was getiteld Brian Jones Presents a Degree of Murder. Zijn vriendin, Anita Pallenberg, speelde de hoofdrol in de film, zodat Jones door haar werd aanbevolen als degene die de muziek voor de film zou produceren. Jones raakte al snel bevriend met de regisseur van de film, Volker Schlöndorff, toen hij met Pallenberg in zijn appartement in München overnachtte. Schlöndorff kende Jones' muziek niet, het enige dat hij wist was dat hij speelde bij The Rolling Stones. Hij zag hoe Jones vele instrumenten uitprobeerde en achtte hem wel de juiste persoon om de muziek voor zijn film te maken. Hoewel het album puur instrumentaal is, kan men af en toe een paar zachte stemmen horen. Jones was in een slechte staat gedurende de opnames en Schlöndorff had gepland om in de film heel wat meer muziek te steken. Jones had te weinig muziek voorbereid, het merendeel van de muziek was geïmproviseerd. Om Jones' ideeën op kaart te krijgen, vroeg hij hulp aan verschillende artiesten: Jimmy Page, Kenney Jones, Nicky Hopkins, Glyn Johns en Ringo Starr. Jones belde hen op om deel te nemen aan sessies bij de opnames, waardoor er toch iets uit de improvisaties kwam. Jones speelde de dulcimer, sitar, orgel, blokfluit, mondharmonica, autoharp. Volgens Kenney Jones was Brian Jones een gids, die hem hielp bij zijn improvisatie drumgedeelte. Volgens Page wist Jones waarmee hij bezig was en kwam hij regelmatig aanzetten met nieuwe ideeën. De muziek is niet als album uitgebracht omdat het teleurstellend zou zijn voor de fans, vooral omdat het het eerste Brian Jones-soloalbum zou geworden zijn. De productie ging door van september 1966 tot maart 1967.

### 1967,Their Satanic Majesties Request

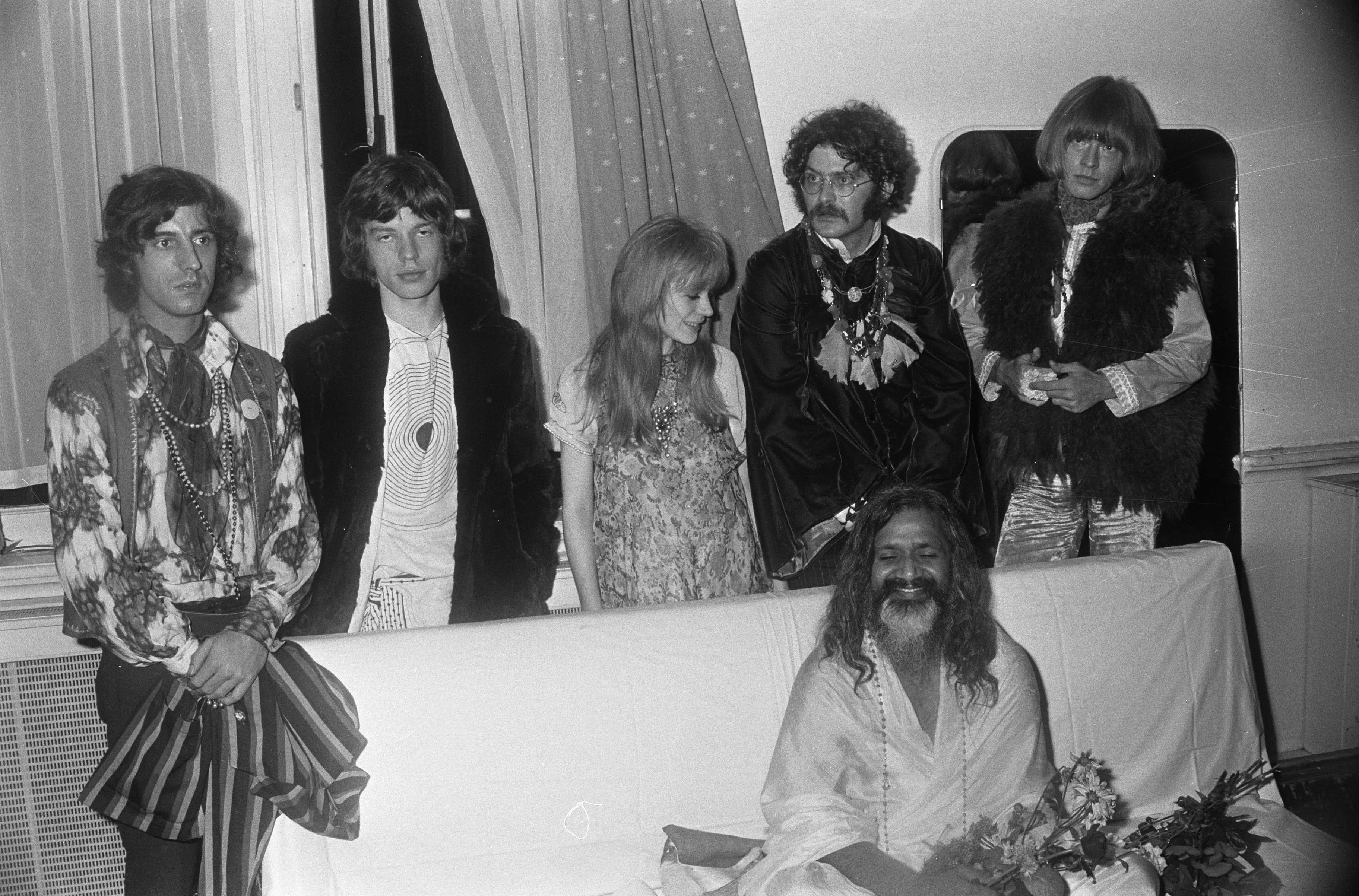
Brian Jones in 1967. Van links naar rechts: Michael Cooper, Mick Jagger, Marianne Faithfull, Shepard Sherbell en Brian Jones; op de bank: Maharishi Mahesh Yogi (Concertgebouw Amsterdam, 1967)

In 1967 ging het steeds slechter met Jones, die zwaar verslaafd was aan alcohol en drugs. Mick Jagger, Keith Richards en Brian Jones moesten zich in verschillende rechtbanken verantwoorden voor drugsbezit, waardoor de leden amper samen waren tijdens de opnames van Their Satanic Majesties Request. Tijdens de opnames gebruikte Jones veelal de mellotron, vooral hoorbaar in 2000 Light Years from Home, She's a Rainbow en In Another Land. Hij maakte plannen om wereldberoemd te worden door middel van een solocarrière; volgens de andere Stones begon hij toen een beetje raar te worden. In maart 1967 kreeg Richards een relatie met Jones' vriendin Anita Pallenberg en dat heeft Jones hem nooit meer vergeven. Om deze reden speelde Jones niet mee met de uiteindelijke opnames van The Lantern.

### 1968,Beggars Banquet
Op de lp Beggars Banquet van de Rolling Stones speelde Jones nog maar op enkele nummers mee. Zijn akoestische slidegitaar op No expectations maakte de meeste indruk, daarnaast was het ook zijn laatste grote bijdrage aan The Rolling Stones. In Sympathy for the Devil speelt hij akoestische gitaar, maar op het uiteindelijke nummer is hij onhoorbaar. Verder zong hij ook mee bij de "woe, woe's" van Sympathy for the Devil. Meestal kwam hij niet opdagen tijdens de opnames, en als hij er was, dan was hij dronken. Hij had nog steeds ruzie met Richards. Op de volgende lp Let it bleed (uitgebracht na zijn dood) speelde hij slechts op twee nummers mee: autoharp op You got the silver en percussie op Midnight rambler. Zijn laatste optreden met de Rolling Stones was tijdens het Rock 'n Roll Circus in 1968.

### 1968, reis naar Marokko
In augustus 1968 ging Jones naar Marokko op reis naar Marrakesh en Tanger. Het was daar dat hij de Master Musicians of Joujouka hoorde op het marktplein en het idee kreeg een album met hen op te nemen. Met Glyn Johns trok hij terug naar Marokko om de Master Musicians of Joujouka op te nemen. De opnames werden later gemixt en bewerkt door Jones. Dit album werd later in 1971 uitgebracht onder de naam Brian Jones presents the pipes of pan at Joujouka. Het idee was om achteraf een overdub toe te voegen met westerse rhythm en blues geluiden voor het album. Deze werden afgewerkt maar nooit uitgebracht, Allan Klein heeft nog steeds de masters voor het eigenlijke album. (En dus niet enkel de opnames die bewerkt en gemixt werden, uitgebracht zijn). Holzer schreef "Geproduceerd door Brian, het album was zijn poging om de muziek buiten een Marokkaans publiek te promoten". Hij voegde toe "Produced by Brian" (nl: Geproduceerd door Brian). Deze eer werd gegeven aan Jones omdat hij Brion Gysin en zijn vriend Mohamed Hamri in Tanger ontmoette. De omslag van de lp heeft een schilderij van de Master Musicians door Mohamed Hamri.

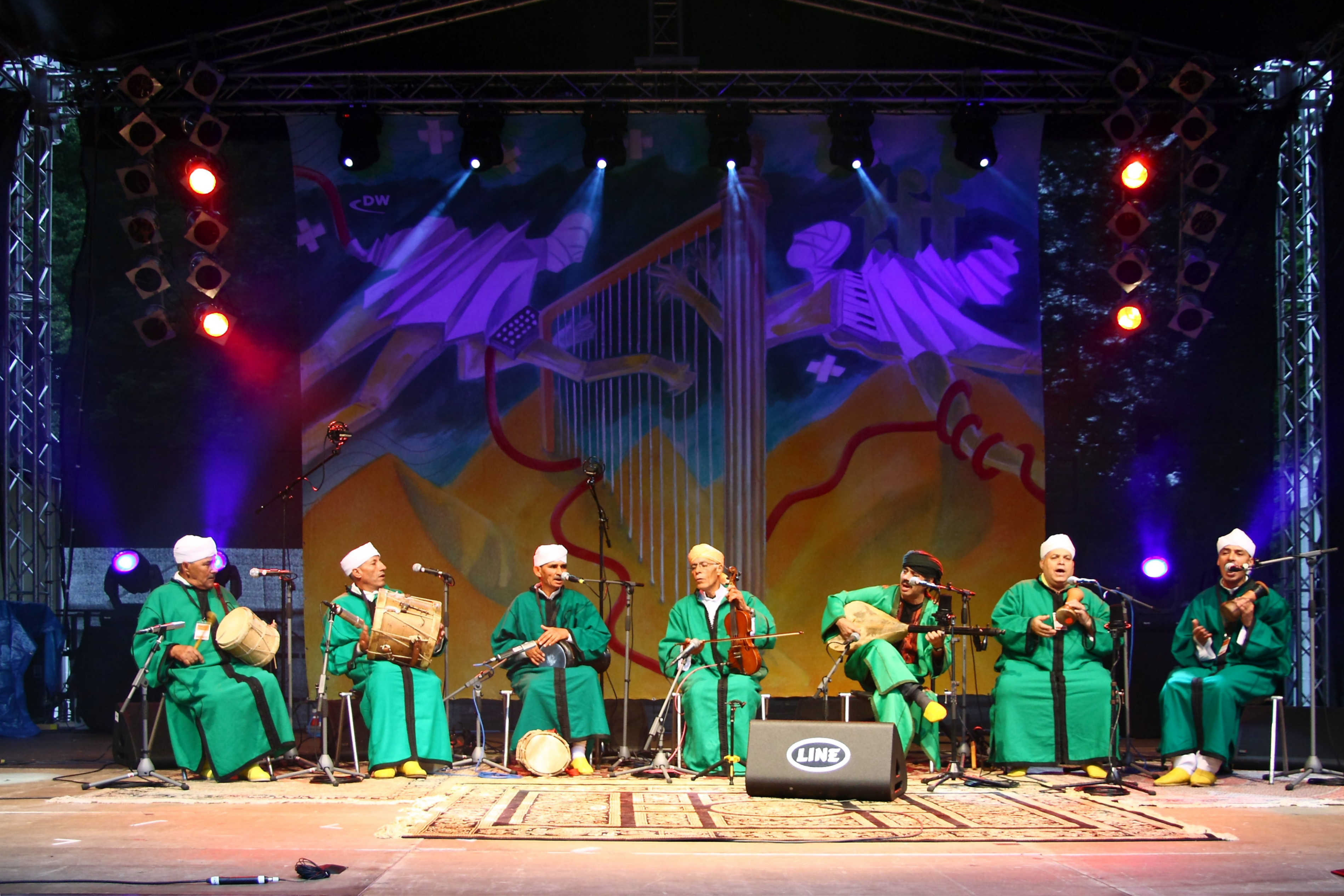
De Master Musicians of Joujouka, geleid door Bachir Attar in 2011

### 1969, ontslag van The Rolling Stones
Jones werd in 8 juni 1969 officieel uit de Rolling Stones gezet. De Stones wilden in december 1969 weer op tournee door Amerika en Jones zou geen visum krijgen. Bovendien was hij niet in staat om op tournee te gaan. Mede-bandleden Jagger, Richards en Watts reden naar zijn huis, Cotchford Farm, en deelden hem mee dat hij uit de band was gezet. In het nieuws zei hij dat hij permanent van The Rolling Stones wegging, hij zei verder niets over zijn toekomst behalve "Ik wil mijn eigen soort muziek spelen".

### All Along the Watchtower
Toen Jimi Hendrix begon te spelen in Londen kreeg hij al snel de aandacht van topmuzikanten uit de Britse scene. Jones was een van hen, alsook een van zijn grootste fans. Jones vloog naar de VS, in Noord-Californië om de Jimi Hendrix Experience te introduceren bij het Monterey Pop Festival van 1967. Dit optreden zorgde voor de doorbraak van Hendrix in de VS. Jones was aanwezig tijdens de opnames van Hendrix' All Along the Watchtower. Jones speelde aanvankelijk piano tijdens de opnames - tevergeefs, want hij was zo dronken dat zijn pianospel niet op peil was. Na 27 takes was de basis backingtrack af, zonder de piano van Jones. All Along the Watchtower kwam uit in 1968. Jones was later van plan een solocarrière te beginnen, en hij wilde gaan toeren met Jimi Hendrix.

### Overlijden

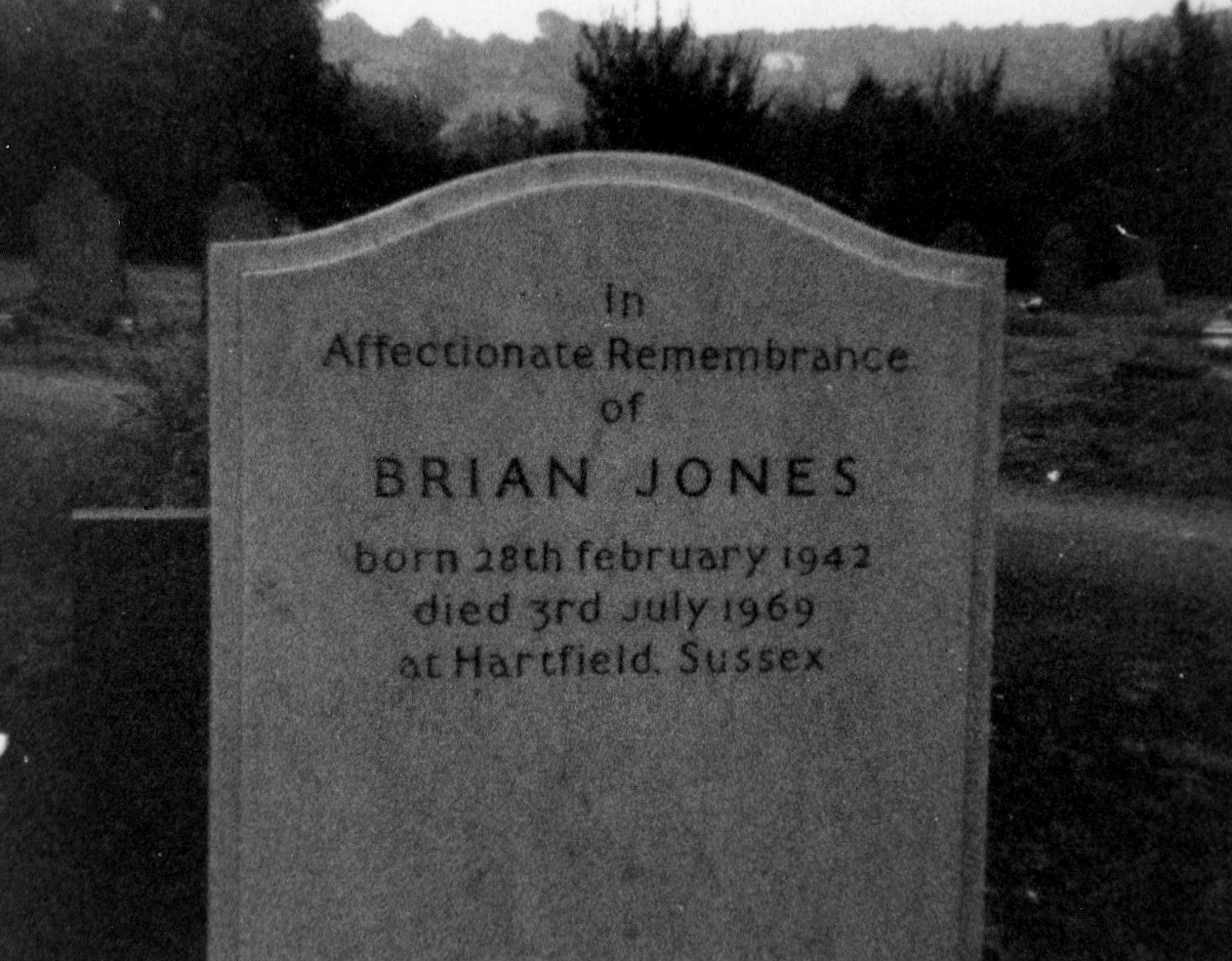
Het graf van Brian Jones in 1979

In de nacht van 2 op 3 juli 1969 overleed Jones in zijn eigen zwembad bij zijn huis Cotchford Farm. De toedracht is onbekend; over wat er gebeurd zou kunnen zijn, hebben vele speculaties de ronde gedaan. Hij kan dronken zijn geweest, hij kan tijdens het zwemmen een astma-aanval hebben gekregen, maar ook moord (in verband met een ruzie tussen Jones en een vriend, Frank Thorogood) of zelfmoord worden niet uitgesloten. Een scenario is dat Jones en een vriend dronken aan het zwemmen zouden zijn geweest, ruzie hebben gekregen, waarbij Jones half per ongeluk, half expres zou zijn verdronken door deze vriend. Op 31 augustus 2009 maakte de Britse politie bekend dat er opnieuw onderzoek gedaan wordt naar de dood van Jones.
Het meest recente verslag van Brian Jones' overlijden is het boek "The murder of Brian Jones". Het is geschreven door Anna Wohlin, Jones' Zweedse vriendin die bij zijn overlijden aanwezig was, samen met Christine Lindsjoo. Anna Wohlin's verhaal stemt met de bekende feiten overeen, en voegt haar ervaringen met het Rolling Stones-management na Jones' overlijden eraan toe. Deze waren er volgens haar op gericht om zijn tragische dood zo snel mogelijk in de doofpot te stoppen. Zoals de titel van haar boek aangeeft, is Wohlin ervan overtuigd dat Brian Jones is vermoord.
De Amerikaanse psychotherapeute Mandy Aftel publiceerde in 1982 haar biografie Death of a Rolling Stone: the Brian Jones story. Aftel heeft voor dit boek talloze bekenden van Brian Jones geïnterviewd, waaronder de bandgenoten Keith Richards en Ian Stewart. Op basis van research komt Aftel tot de volgende conclusies: (1) Brian Jones is de grondlegger van de sound waarmee de Rolling Stones beroemd zijn geworden. (2) Jones' zeer grote muzikale vaardigheden stonden in en buiten de Rolling Stones nooit ter discussie. (3) In de beginjaren was Brian Jones de zakelijke leider van de band. (4) Jones' geestvermogens maakten hem tot een psychiatrisch patiënt, wat verergerd werd door de stress van het succesvolle Rolling Stones-bedrijf.

#### Begrafenis
Op 10 juli 1969 werd Brian Jones begraven op het Cheltenham kerkhof. Het was een warme en zonnige dag in Cheltenham en duizenden trokken naar het dorpje om hem vaarwel te wensen. Er was een processie met veertien wagens. Charlie Watts en Bill Wyman waren aanwezig, Mick Jagger en Keith Richards niet. De hele band had betaald voor een bloemenconstructie van zo'n drie meter hoog, met gele en rode rozen, met de tekst "Gates of Heaven” geschreven in de bloemen. De predikant hield een bijtende lofrede en gebruikte zijn speech om te praten over Jones' destructieve levensstijl.

### Nagedachtenis
Twee dagen na de dood van Jones gaven The Rolling Stones ter nagedachtenis aan de overleden Brian Jones een groot concert in Hyde Park. Daar werd ook de nieuwe gitarist, Jones' vervanger Mick Taylor, voorgesteld. In 2005 werd er een film gemaakt over Jones' dood: Stoned. Voor het begin van het concert droeg Mick Jagger Adonais voor, een gedicht van Percy Bysshe Shelley. Daarna lieten ze honderden witte vlinders vrij.
Na zijn dood schreef Pete Townshend van The Who A normal day for Brian, a man who died every day, dat werd afgedrukt in The Times. Jimi Hendrix droeg op de Amerikaanse televisie een lied aan hem op en Jim Morrison van The Doors schreef het gedicht Ode to L.A. while thinking of Brian Jones, deceased.

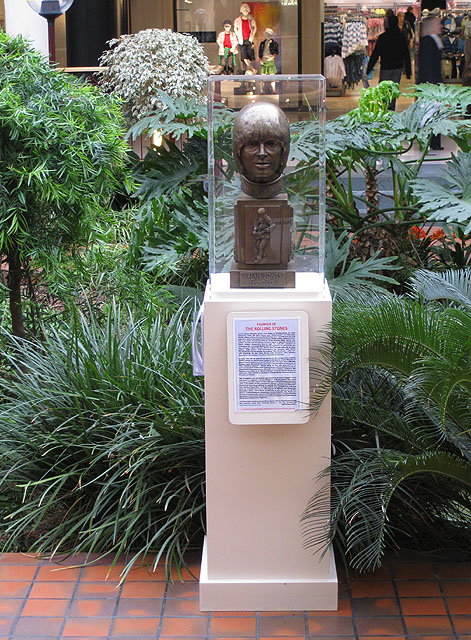
De "Golden Boy" buste van Brian Jones, door Maurice Juggins.

Brian Jones was de eerste van het viertal Jones, Jimi Hendrix, Janis Joplin en Jim Morrison, die allen in 1969, 1970 of 1971 op 27-jarige leeftijd overleden. Sinds het overlijden van Kurt Cobain in 1994 wordt aan deze groep en andere muzikanten die op deze leeftijd stierven vaak gerefereerd als de 27 club.

## Discografie

#### MetThe Rolling Stones
- Rolling Stones (1964)
- Rolling Stones: England's newest hit makers (1964)
- 12 x 5 (1964)
- The Rolling Stones No. 2 (1965)
- The Rolling Stones, Now! (1965)
- Out of Our Heads (1965)
- December's Children (1965)
- Aftermath (1966)
- Between the Buttons' (1967)
- Flowers (1967) (compilatie & 3 nieuwe nummers)
- Their Satanic Majesties Request (1967)
- Beggars Banquet (1968)
- Let it Bleed (1969) hoorbaar op Midnight Rambler en You Got the Silver.
- Stone Age (1971) (compilatie)
- Gimme Shelter (1971) (compilatie)

#### Solowerk
- Brian Jones Presents A Degree Of Murder (1967) (onofficieel uitgegeven)
- Brian Jones presents the pipes of pan at Joujouka (1971) (opgenomen in 1968) (geproduceerd door Jones)

#### MetThe Beatles
- Yellow Submarine (1966) geluidseffecten en ocarina.[11]
- You Know My Name (Look Up the Number) (1970, opname in 1968) sopraan saxofoon.[12]

#### MetMarianne Faithfull
- Is This What I Get For Loving You? (1967) Eufonium, niet bevestigd.

#### MetPeter and Gordon
- Love me baby, A Mess of Blues (1964) harmonica

## Films, documentaires
- Woolley, Stephen (regie) (2005). Stoned: the wild and wicked world of Brian Jones / met Leo Gregory e.a. Bridge Entertainment Group, 2006. 2 dvd-video's, ca. 99 min. Nederlands ondertiteld. Bonus disc: interviews, fotogalerij, trailer. Laatste dagen uit het leven van Brian Jones. Oorspr. uitg.: Number 9 Films, 2005.
- Garcia, Danny (2019) Rolling Stone: Life and Death of Brian Jones.

## Galerij

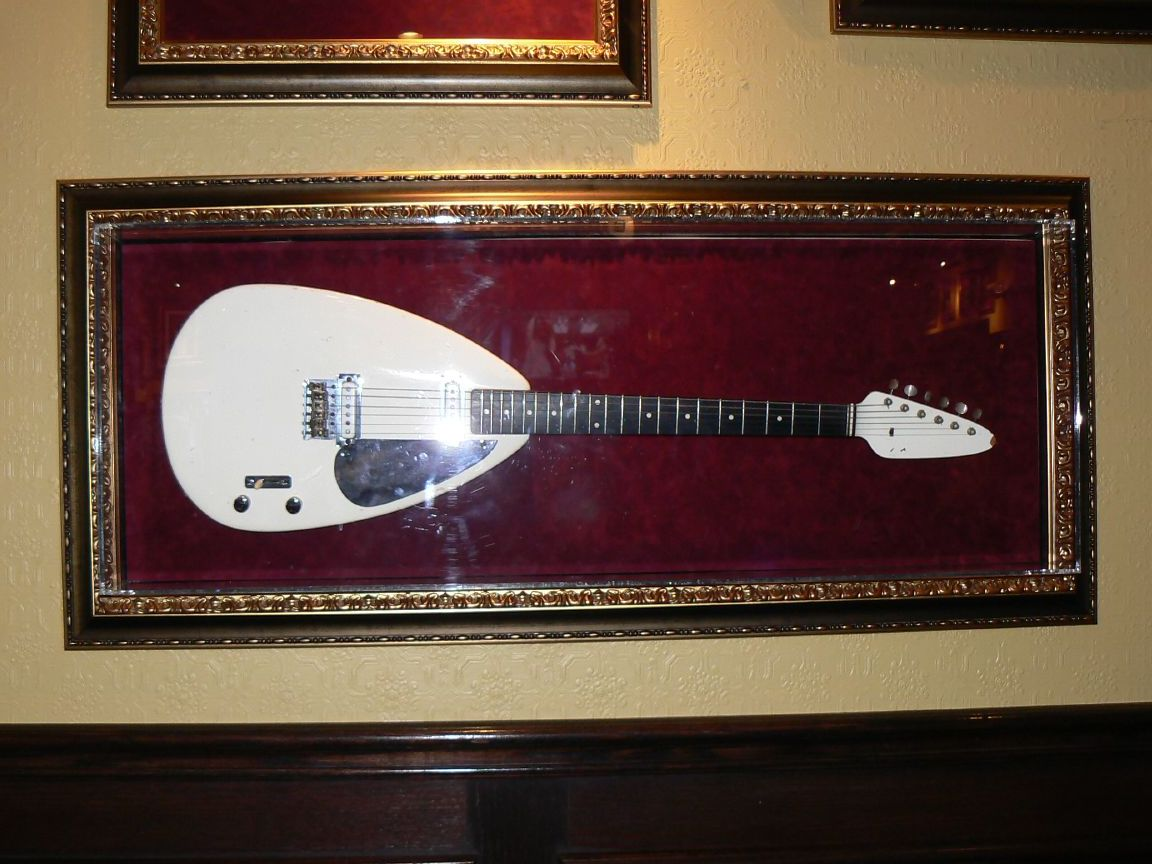
Brian Jones' gitaar in het Hard Rock Café in Sacramento
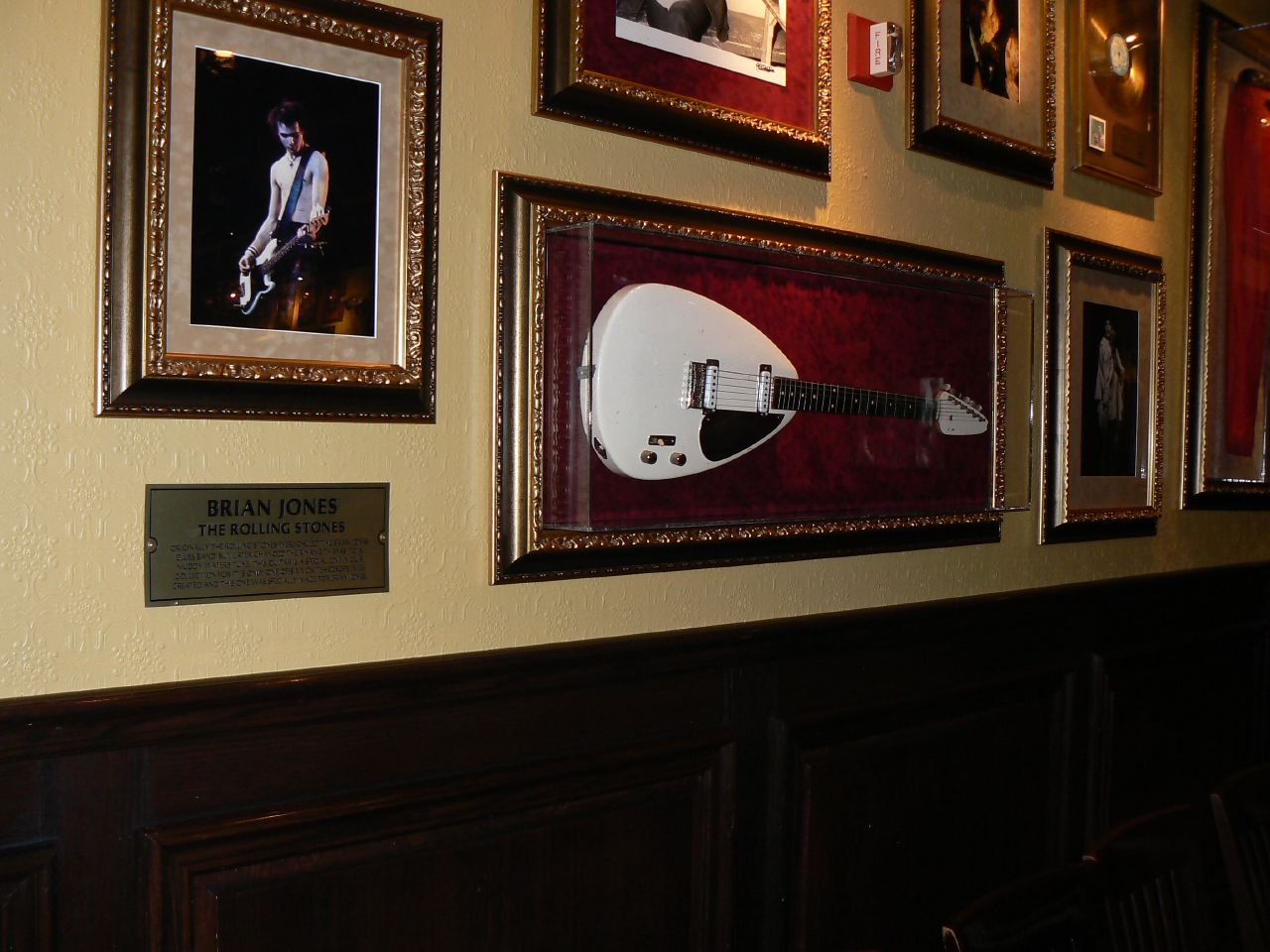
Brian Jones (links), bij een graffiti omtrent club 27, Tel Aviv
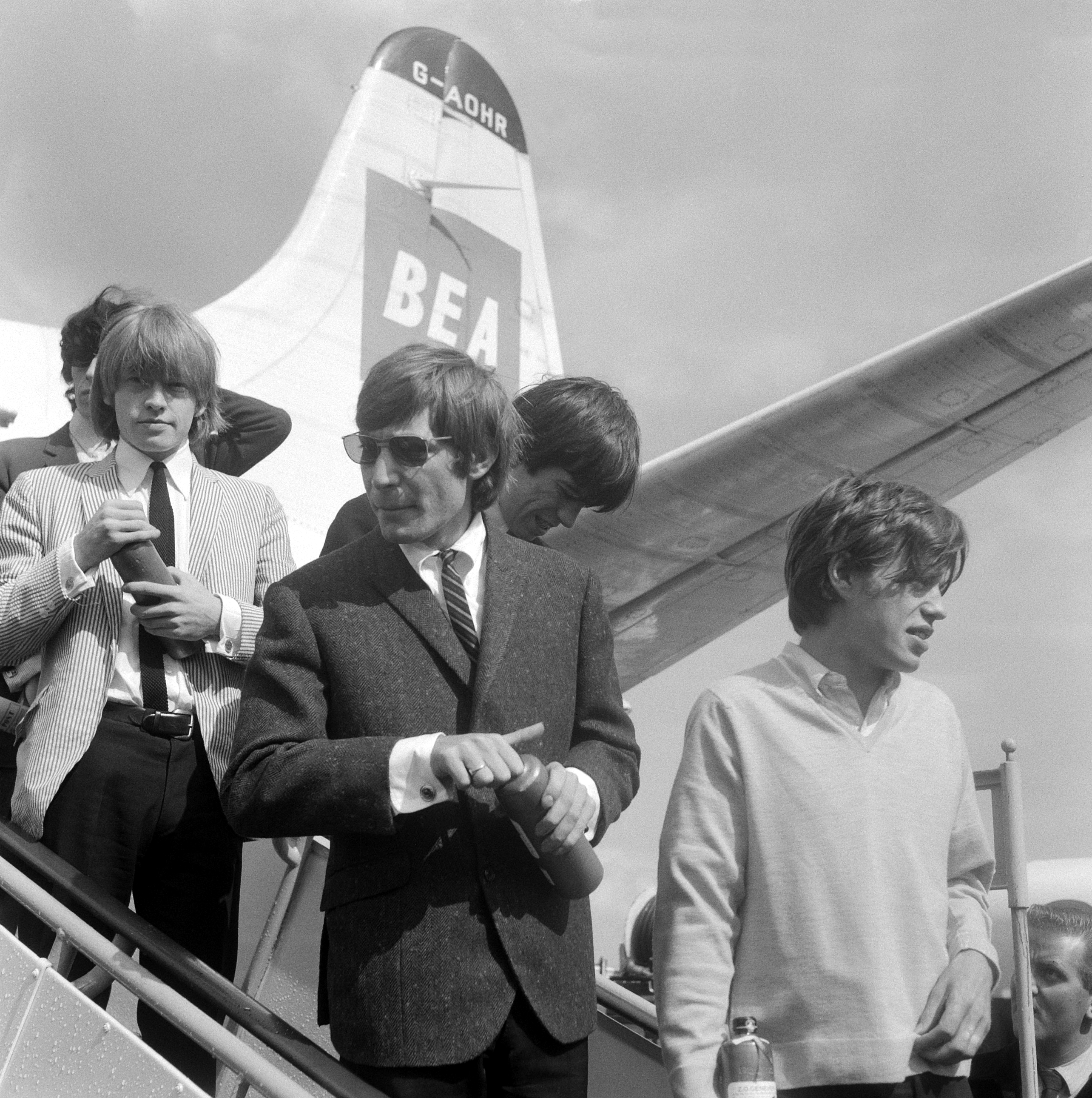
The Rolling Stones in Amsterdam, Schiphol. Brian is links zichtbaar.
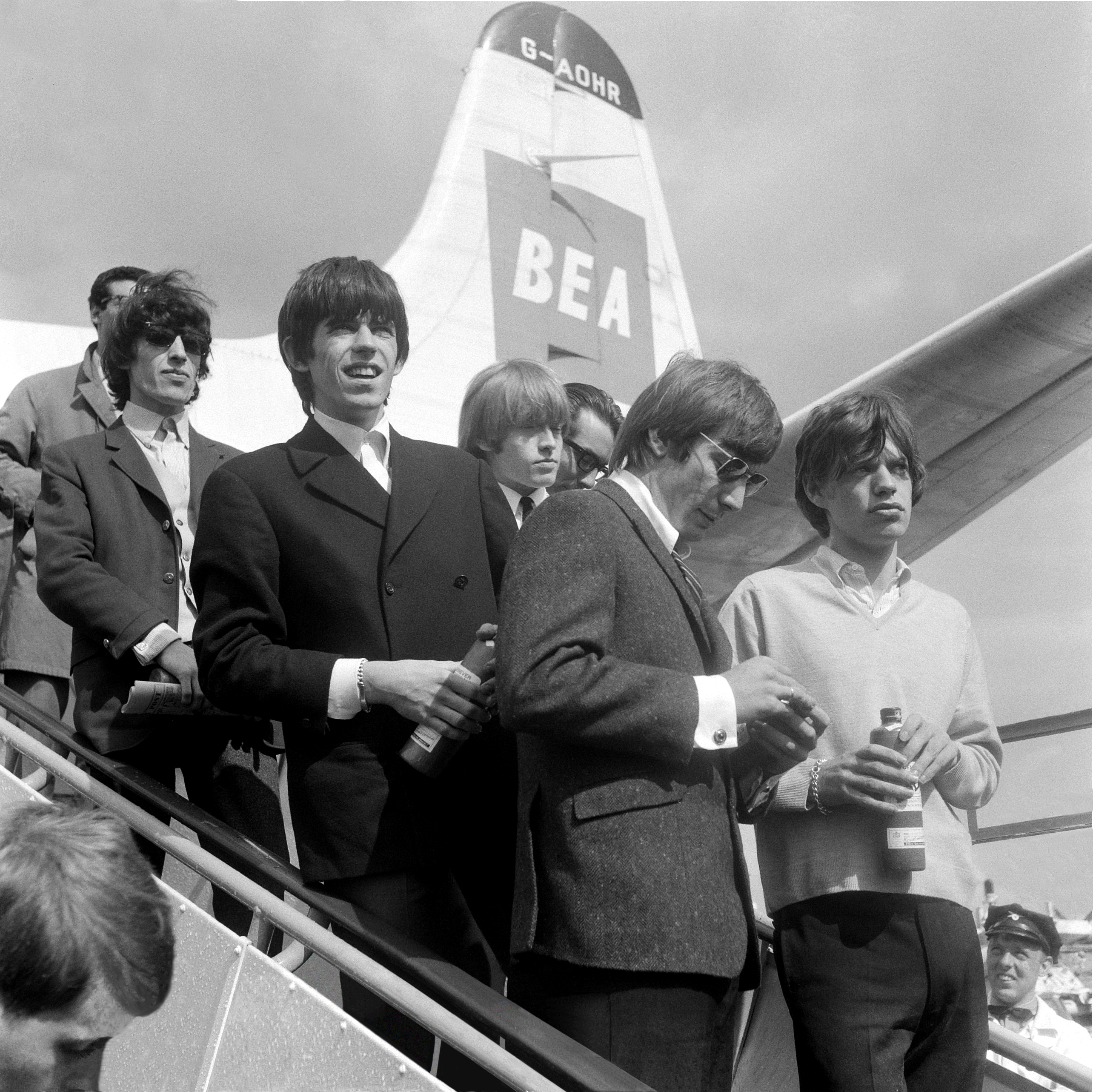
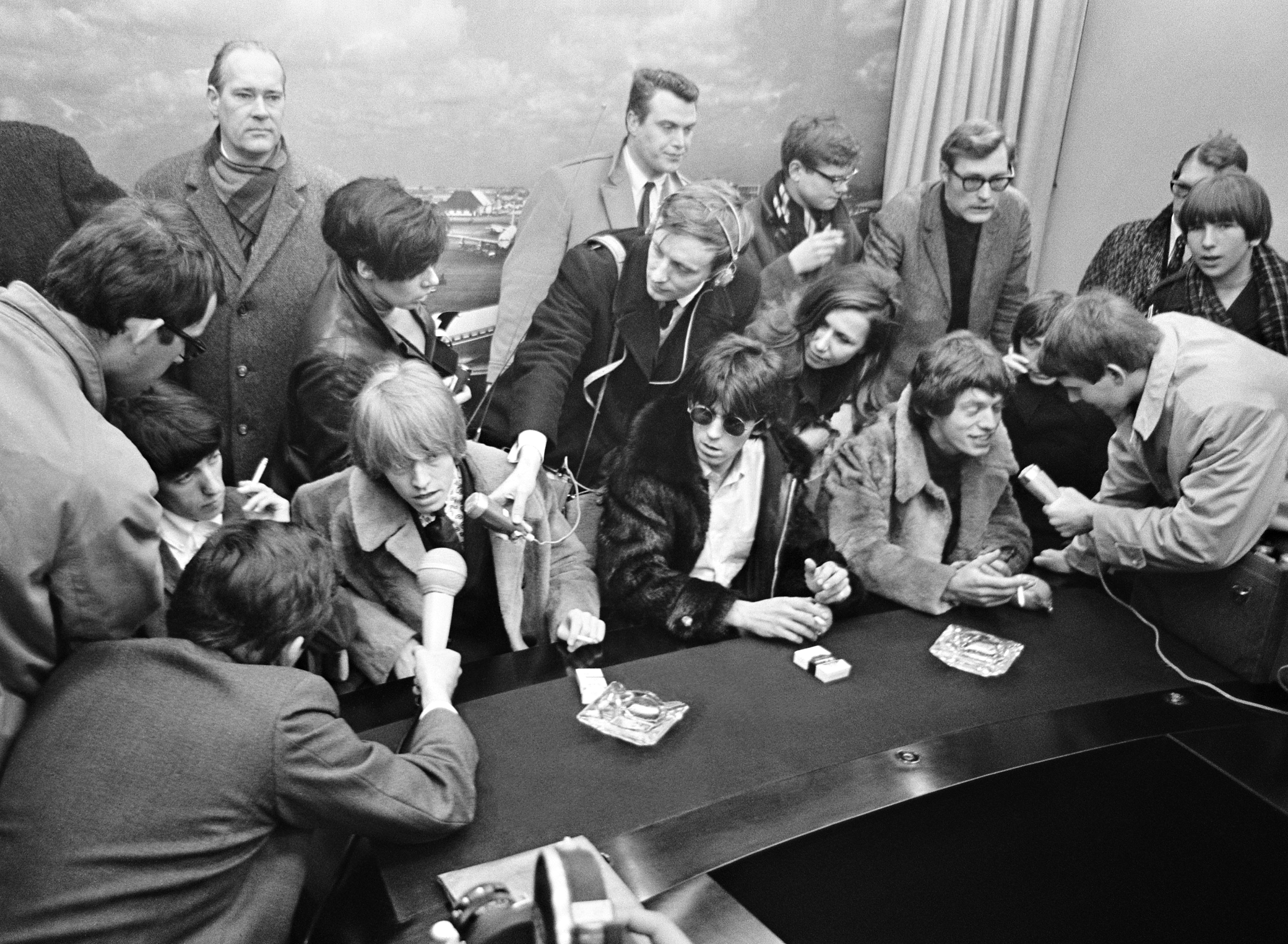
In Schiphol, 1966
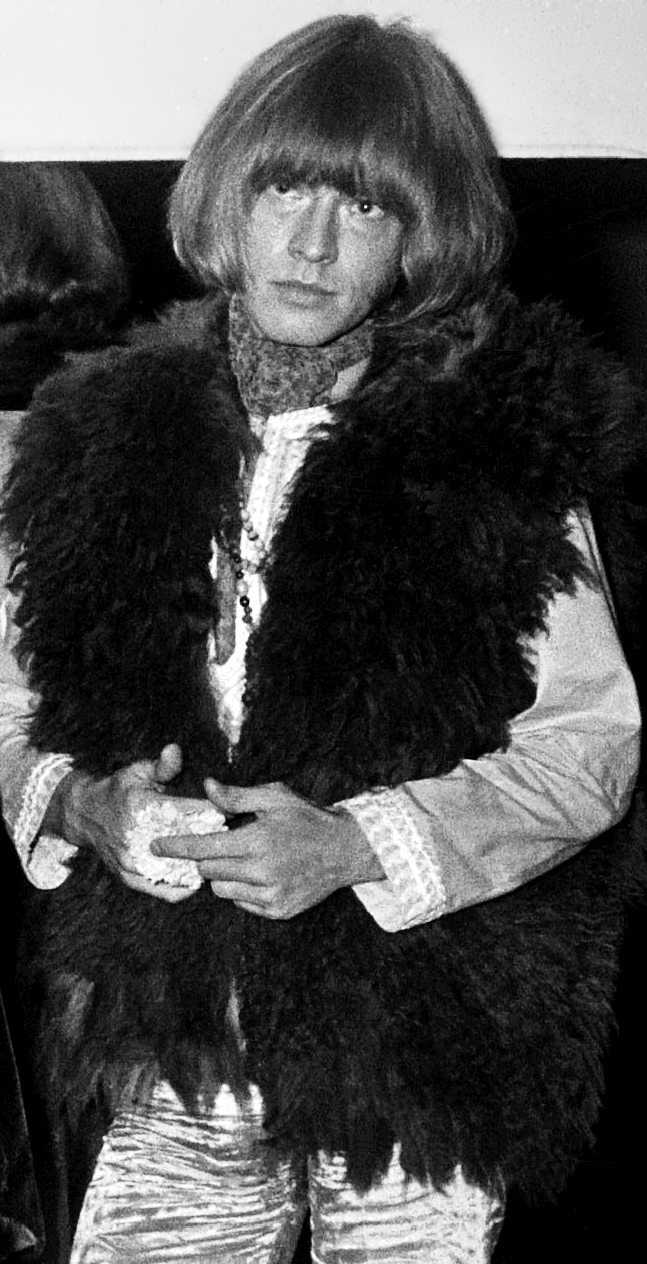
Brian Jones in het Koninklijk Concertgebouw van Amsterdam
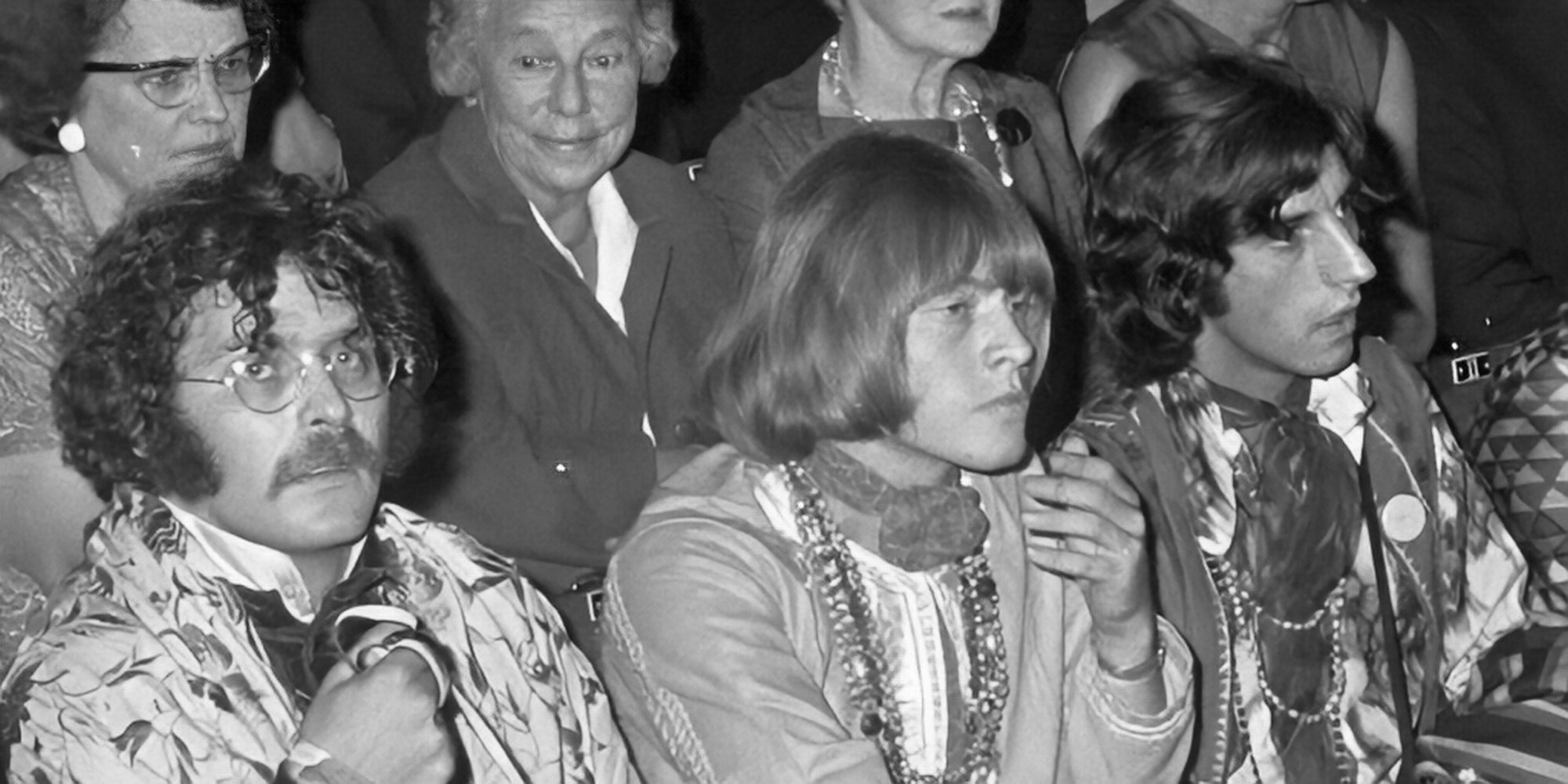
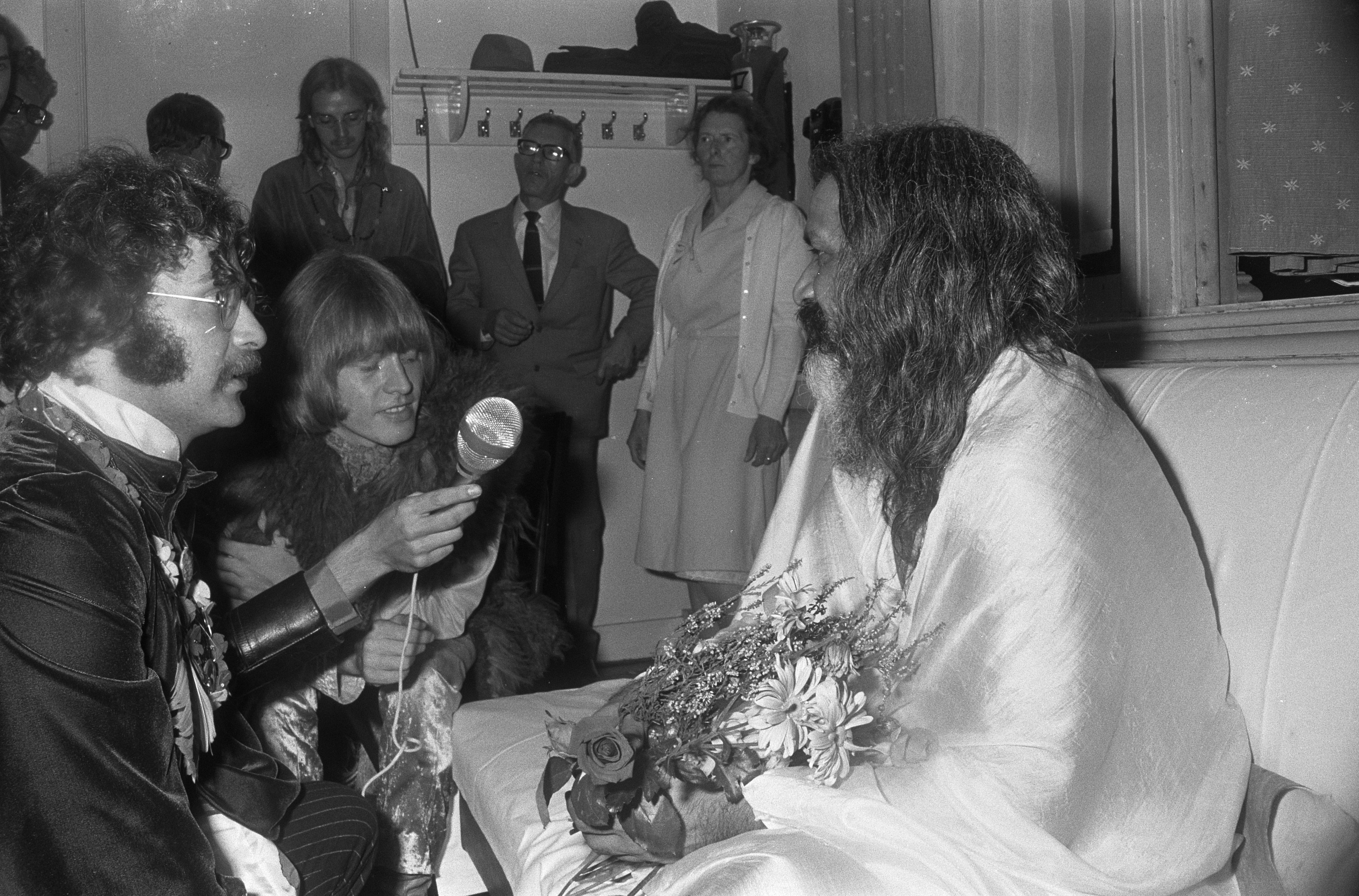
Brian Jones bij Maharishi Mahesh Yogi

- Bibsys: 7038726
- Biblioteca Nacional de España: XX4966739
- Bibliothèque nationale de France: cb13981721x (data)
- Catàleg d'autoritats de noms i títols de Catalunya: 981058614704406706
- Gemeinsame Normdatei: 119302225
- International Standard Name Identifier: 0000 0000 5517 0550
- Library of Congress Control Number: n83068962
- MusicBrainz: a704bc81-1d32-4b21-a1fd-ffaa6a1d86e1
- Bibliotheek van het Japanse parlement: 00620893
- Nationale Bibliotheek van Tsjechië: js20021202020
- Nationale Bibliotheek van Israël: 987007581662505171
- Nationale Bibliotheek van Polen: a0000002998222
- Nederlandse Thesaurus van Auteursnamen: 070213852
- SNAC: w6k6612r
- Système universitaire de documentation: 034645632
- Virtual International Authority File: 32192316
- WorldCat: E39PBJqfMpj4cm9FQrVPMphyh3